# José Luis Rondo
José Luis Rondo Polo, conocido como Rondo (Palma de Mallorca, España el 19 de marzo de 1976) es un exfutbolista ecuatoguineano de origen español que se desempeñaba inicialmente como delantero por la derecha y que, a medida que pasó el tiempo, se retrasó hasta lateral por el mismo sector de juego.

## Trayectoria
En sus clubes de su carrera futbolística se destaca el Mallorca B donde le dio el ascenso de categoría en la Temporada 1997/98. Participó en el programa ¡Ahora caigo! de Antena 3 como contrincante del concursante central.

### Carrera internacional
Ha sido internacional vistiendo la indumentaria de Guinea Ecuatorial, con la que debutó ante Togo en 2003. Su última participación con el Nzalang Nacional fue el 6 de junio de 2009 en un partido amistoso contra Estonia en Tallin.

## Clubes
| Club       | País   | Año       |
| ---------- | ------ | --------- |
| Mallorca B | España | 1995-1999 |
| Getafe     | España | 1999-2001 |
| Elche      | España | 2001-2003 |
| Castellón  | España | 2004-2005 |
| Algeciras  | España | 2005      |
| Vecindario | España | 2006-2007 |
| Constancia | España | 2007-2008 |
| Andrach    | España | 2008-2010 |